# Ванакюля
Ванакю́ля (ижор. Vanakülä, фин. Vanhakylä) — деревня в Кингисеппском районе Ленинградской области. Входит в состав Кузёмкинского сельского поселения.

## Название
Означает — старая деревня.

## История
Впервые упоминается в писцовых книгах Шелонской пятины от 1571 года как деревня Илкино — 6 обеж в Ямском Окологородье.
Согласно шведским «Балтийским писцовым книгам» (Baltiska Fogderäkenskaper) деревня носила названия: Wenekÿla (1582 год), Wenekÿlla (1584 год), Wännekÿlla (1585 год), Wännekÿlla
(1586 год), Wänne kÿlla (1589 год). В 1586 году владельцем 8 обеж земли в деревне являлся Anders Maningh, он же под именем Anders Maridh являлся землевладельцем в 1589 году.
Затем как деревня Ilkina by — 6 обеж, она упоминается в шведских писцовых книгах 1618—1623 годов.
На карте Ингерманландии А. И. Бергенгейма, составленной по шведским материалам 1676 года, она обозначена как деревня Wanakylä.
На шведской «Генеральной карте провинции Ингерманландии» 1704 года — как деревня Wanakÿlabÿ при мызе Wanakÿla .
Как деревня Вянакила она упомянута на «Географическом чертеже Ижорской земли» Адриана Шонбека 1705 года.
На карте Санкт-Петербургской губернии Я. Ф. Шмидта 1770 года — как деревня Алкино.
В 1803 году из деревни Илькина в Сибирь за неповиновение помещику, барону фон Унгерн-Штернбергу, были высланы 4 семьи (27 человек).
На карте Санкт-Петербургской губернии Ф. Ф. Шуберта 1834 года упоминается деревня Илкина, состоящая из 21 крестьянского двора.

ИЛЬКИНО — деревня принадлежит графу Нессельроде, число жителей по ревизии: 69 м. п., 64 ж. п. (1838 год)

В 1844 году деревня называлась Илькина и насчитывала 21 двор.
На этнографической карте Санкт-Петербургской губернии П. И. Кёппена 1849 года она обозначена как деревня «Wanhakylä», расположенная в ареале расселения ижоры. В пояснительном тексте к этнографической карте она записана как деревня Wanhakylä (Илькино) и указано количество её жителей на 1848 год: савакотов — 19 м. п., 22 ж. п., ижоры — 63 м. п., 64 ж. п., всего 168 человек. Ижоры относились к православному Кейкинскому Петропавловскому приходу, савакоты — к лютеранскому приходу Калливиере.

ИЛЬКИНО — деревня Ведомства государственного имущества, по просёлочной дороге, число дворов — 23, число душ — 84 м. п. (1856 год)

ИЛЬКИНО — деревня, число жителей по X-ой ревизии 1857 года: 76 м. п., 88 ж. п., всего 164 чел.

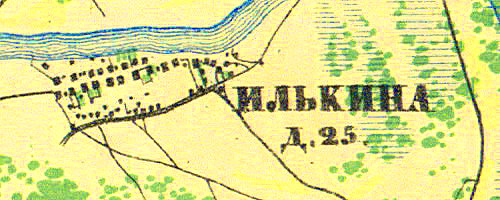
Деревня Ванакюля на карте 1860 года

В 1860 году деревня насчитывала 25 дворов.

ИЛЬКИНО — деревня казённая при реке Россони, число дворов — 26, число жителей: 81 м. п., 99 ж. п.;
Часовня. (1862 год)

ИЛЬКИНО — деревня, по земской переписи 1882 года: семей — 40, в них 92 м. п., 109 ж. п., всего 201 чел.

ИЛЬКИНО — деревня, число хозяйств по земской переписи 1899 года — 40, число жителей: 97 м. п., 112 ж. п., всего 209 чел.
 разряд крестьян: бывшие владельческие, народность: финская

В конце XIX — начале XX века деревня административно относилась к Наровской волости 2-го стана Ямбургского уезда Санкт-Петербургской губернии. Население деревни было смешанным — финско-ижорским.
В 1920 году по Тартускому мирному договору, территория на которой находилась деревня Ванакюля, т. н. Эстонская Ингерманландия отошла независимой Эстонии.
В период с 1920 по 1940 год деревня находилась в составе волости Нарва, Эстония.

План деревни Ванакюля. 1938 год

Согласно топографической карте 1938 года деревня называлась Ванакюла и насчитывала 50 дворов. В деревне находились почта, часовня и паромная переправа.
С 1940 по 1944 год — в составе Эстонской ССР.
В 1943 году в деревне проживал 161 человек. За жителями деревни числилось: 61 га обрабатываемых сельхозугодий, 17 лошадей, 47 коров, 29 овец и 13 свиней. Жителям деревни удалось избежать депортации 1943 года в Финляндию, спрятавшись на время акции в лесу.
Деревня была освобождена от немецко-фашистских оккупантов 2 февраля 1944 года.
В феврале 1944 года, во время боёв за Нарву, жителей деревни Ванакюля переселили в Волосовский район, в деревню Кальмус. В ноябре 1944 года жители вернулись в свою деревню. В том же году деревня была передана в состав Ленинградской области РСФСР.
В 1946 году приходская кирха в деревне Калливере была разобрана и перевезена в деревню Ванакюля. Здесь её использовали под клуб, избу-читальню, а позднее под склад сельхозпродукции и свинарник.
В 1948 году в деревне был организован колхоз «Восход». Вскоре он вместе с колхозом деревни Коростель был присоединён рыболовецкому колхозу «1-е Мая» деревни Венекюля, а затем — к совхозу «Ударник-Ропша».
По данным 1966 и 1973 годов деревня находилась в составе Куровицкого сельсовета.
В 1970-е годы здание кирхи сгорело. В настоящее время на её фундаменте выстроен жилой дом.
По данным 1990 года деревня Ванакюля входила в состав Кузёмкинского сельсовета Кингисеппского района.
В 1997 году в деревне Ванакюля Кузёмкинской волости проживали 20 человек, в 2002 году — 19 человек (русские — 69 %).
Согласно административным данным, в 2007 году население деревни составляло 8 человек, в 2010 году — 22 человека.
Местный ижорский говор относится к южным говорам нижнелужского диалекта ижорского языка.

## География
Деревня расположена в западной части района на автодороге 41К-586 (подъезд к дер. Калливере), близ места её примыкания к автодороге 41К-109 (Лужицы — Первое Мая).
Расстояние до административного центра поселения — 8 км. Ближайшие населённые пункты — Волково, Ропша и Струпово.
Расстояние до ближайшей железнодорожной станции Усть-Луга — 25,5 км.
Деревня находится на реке Россонь.

## Демография
| 1862 | 2007 | 2010 | 2017 |
| ---- | ---- | ---- | ---- |
| 180  | ↘8   | ↗22  | ↘18  |

### Национальный состав
Согласно данным Всероссийской переписи населения 2021 года в деревне проживали 3 человека, все русские.

## Фото

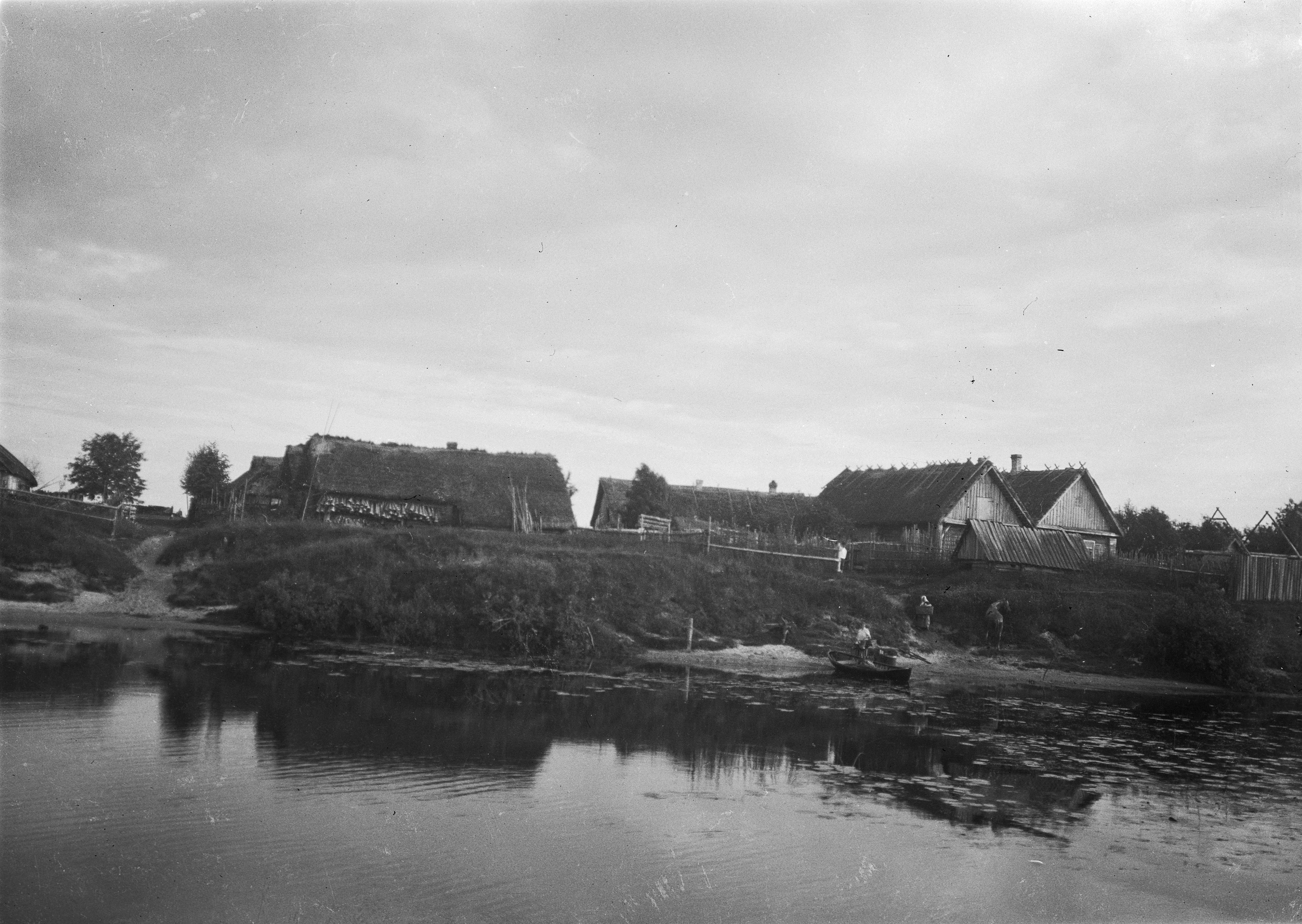
Деревня Ванакюля. 1914 год
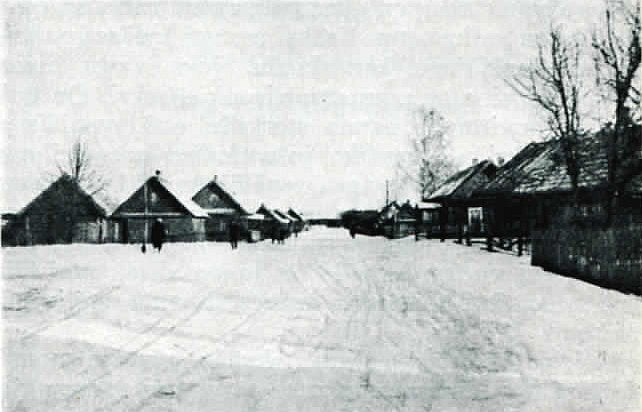
Деревня Ванакюля. 1939 год
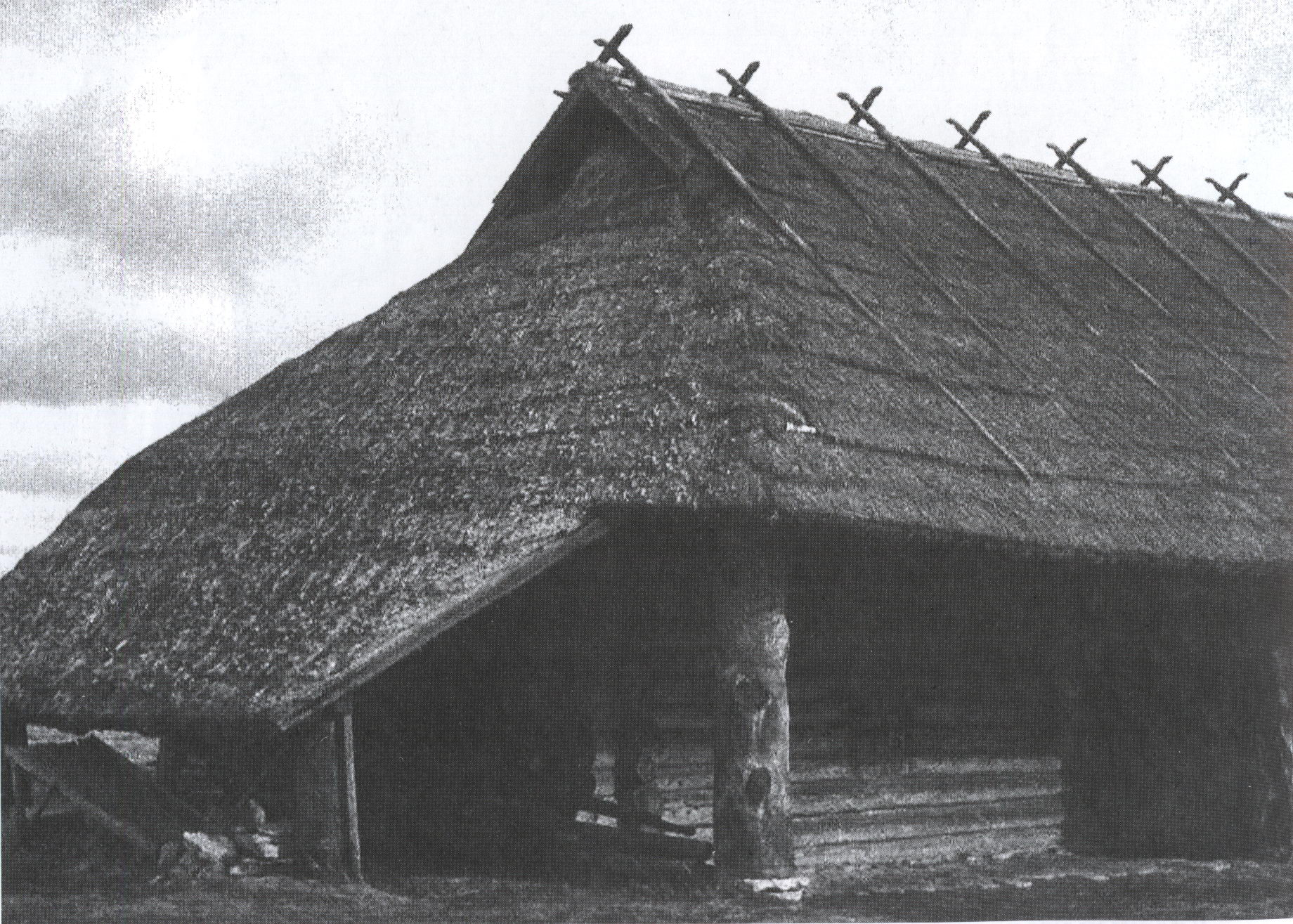
Старая рига в деревне Ванакюля. 1943 год
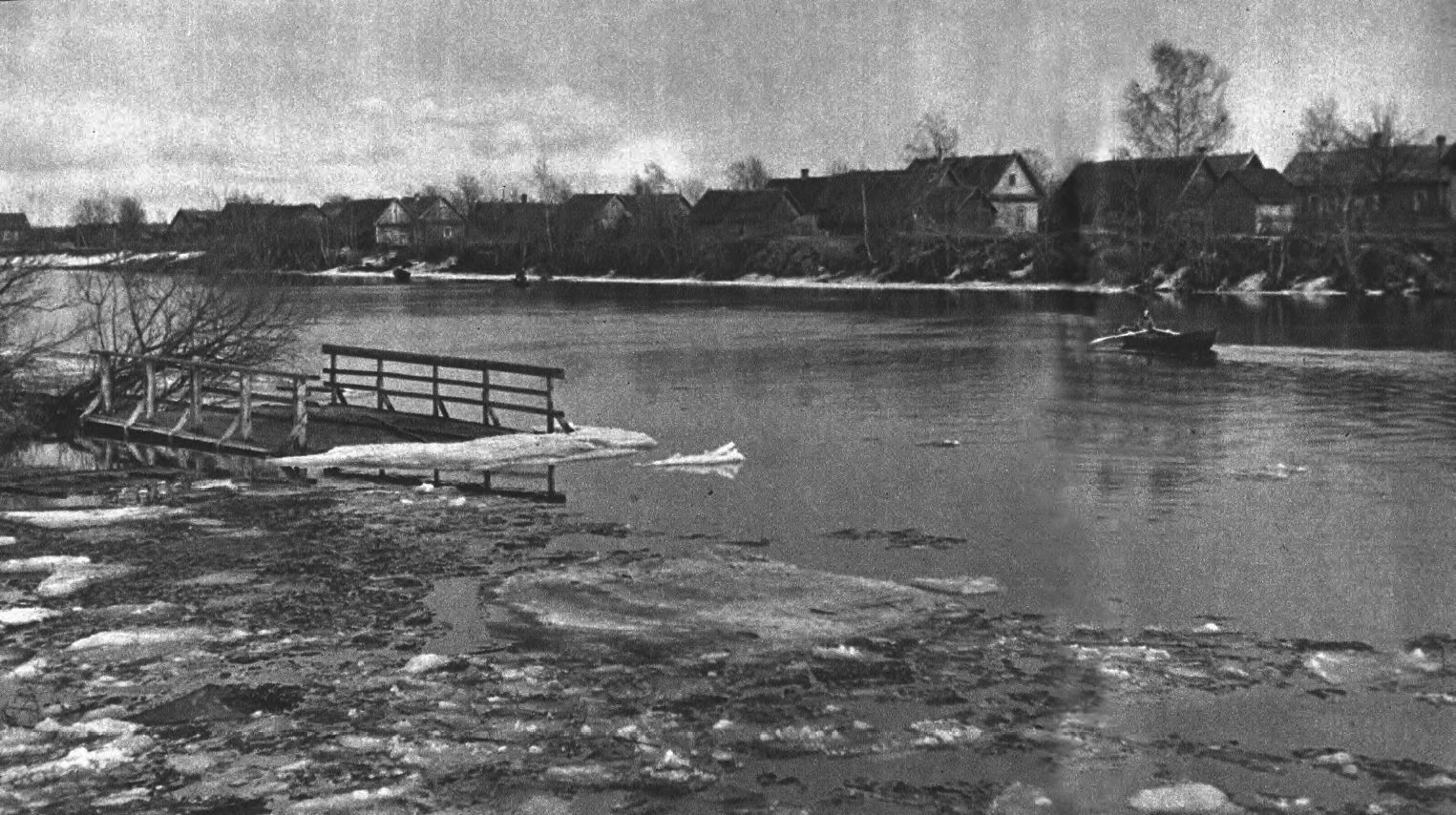
Деревня Ванакюля. 1943 год
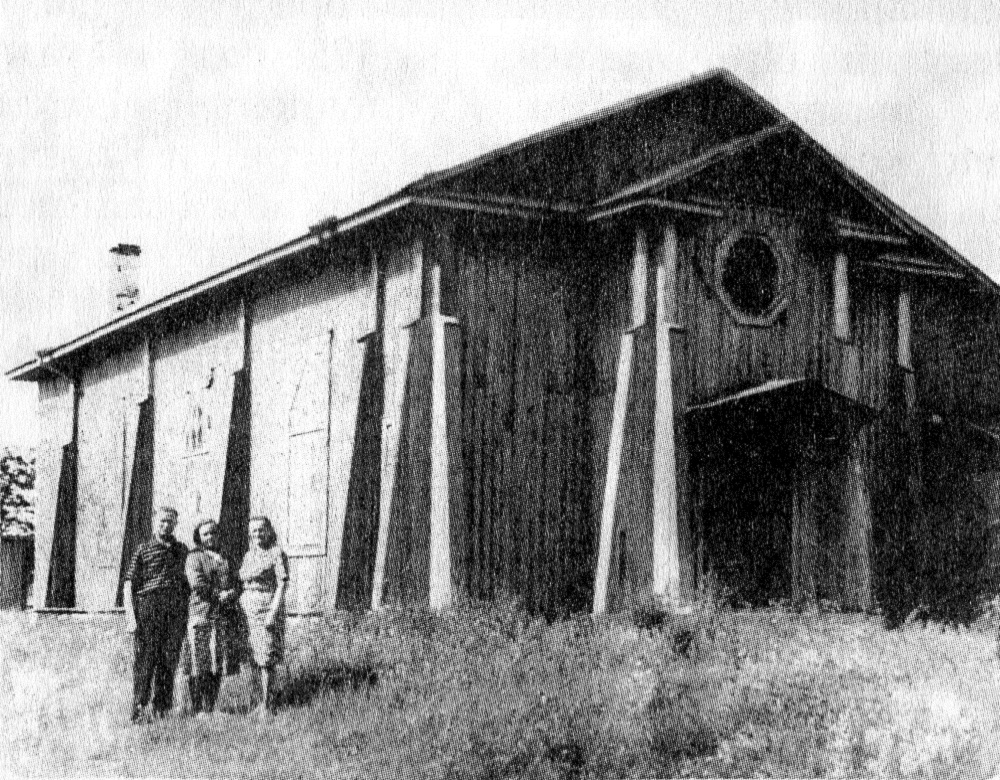
Кирха прихода Калливиере, перенесённая в деревню Ванакюля. 1950 год